# Onthophagus laticollis
Onthophagus laticollis är en skalbaggsart som beskrevs av Johann Christoph Friedrich Klug 1835. Onthophagus laticollis ingår i släktet Onthophagus och familjen bladhorningar. Inga underarter finns listade i Catalogue of Life.